# Emballage de disque optique

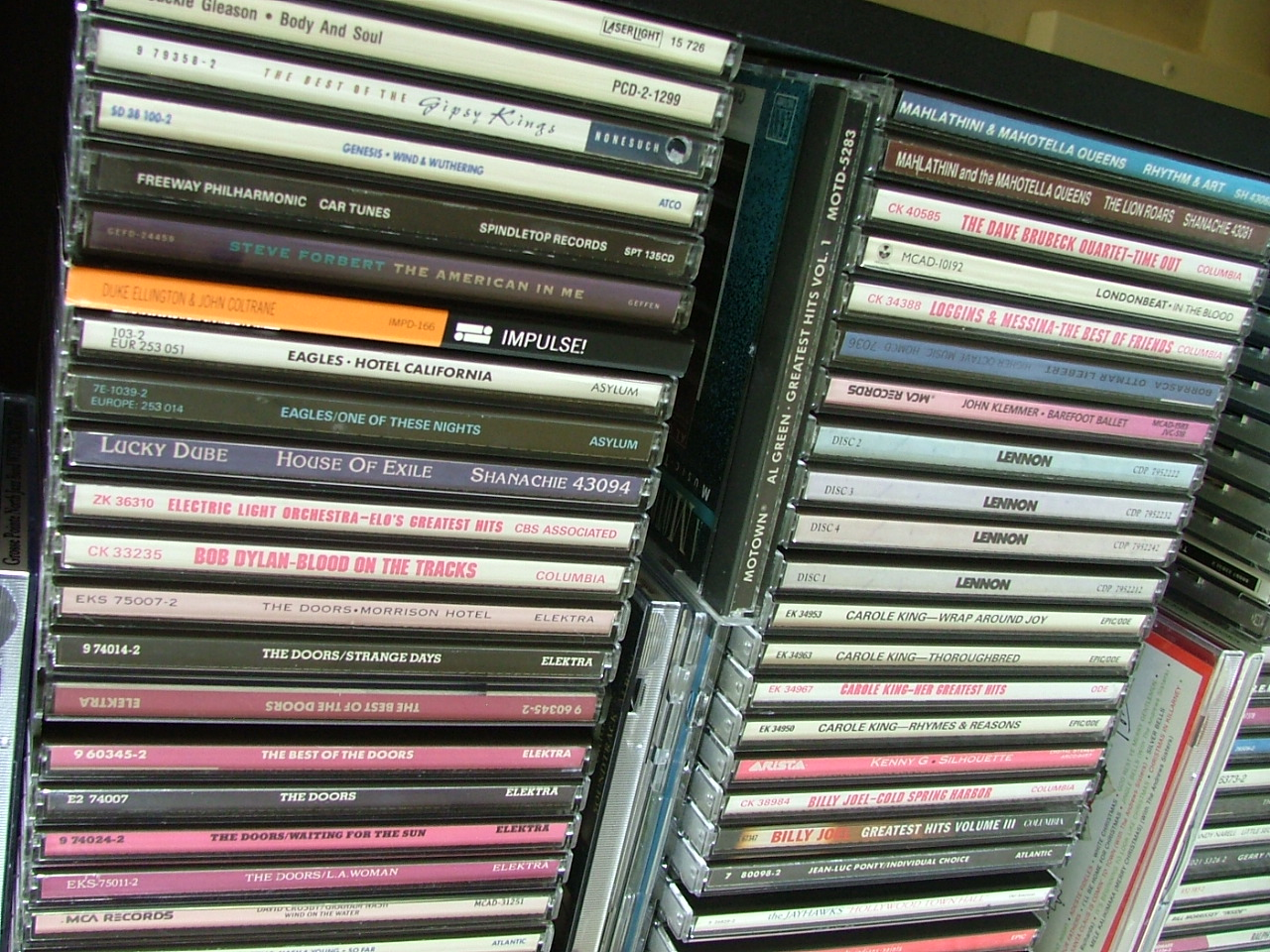
Des piles de boîtiers de disques compacts.

Un emballage de disque optique est l'emballage qui accompagne les CDs, DVDs et d'autres formats de médias optiques. La plupart de ces emballages sont rigides ou semi-rigides et conçus pour protéger les médias des rayures et d'autres types de dommages, ainsi que faciliter leur stockage et leur transport.

## Jewel case

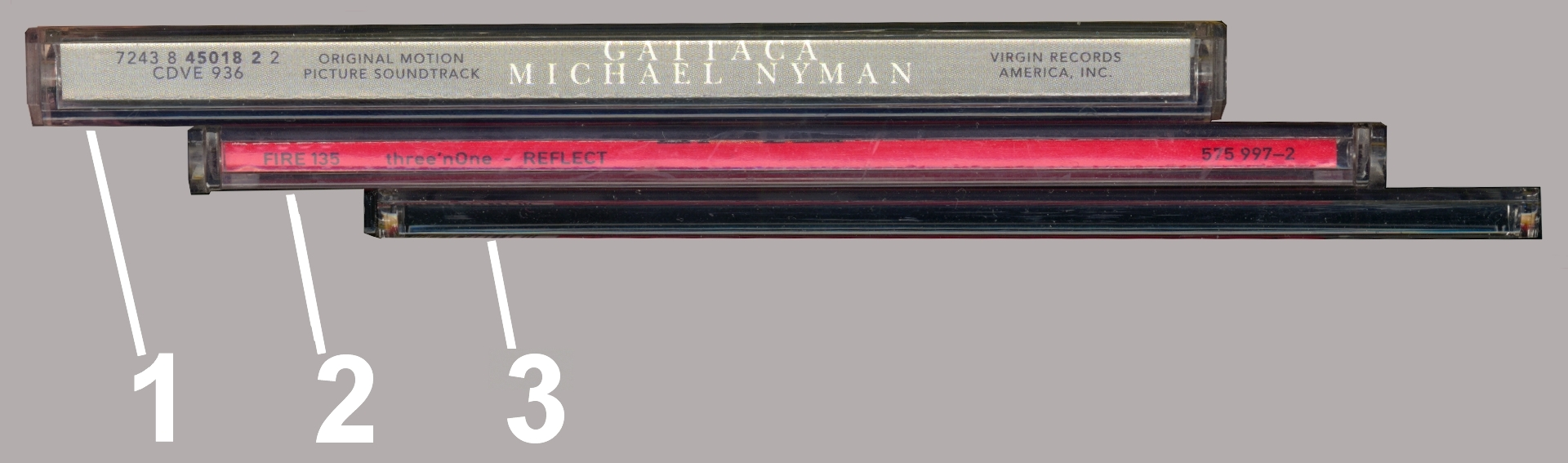
Boîtier jewel case (1), CD-Single (2) et Slimcase (3).

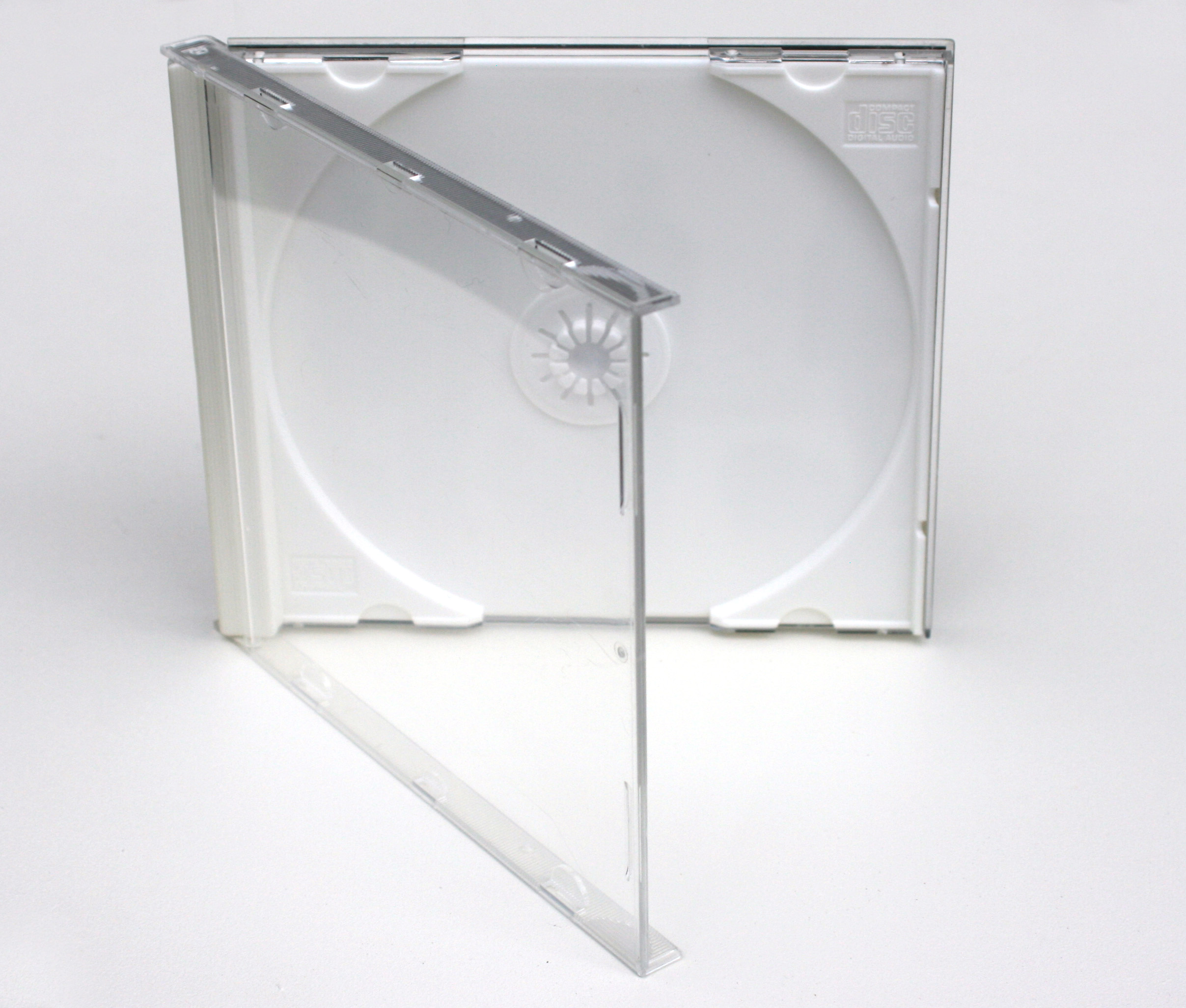
Un boîtier de CD jewel case.

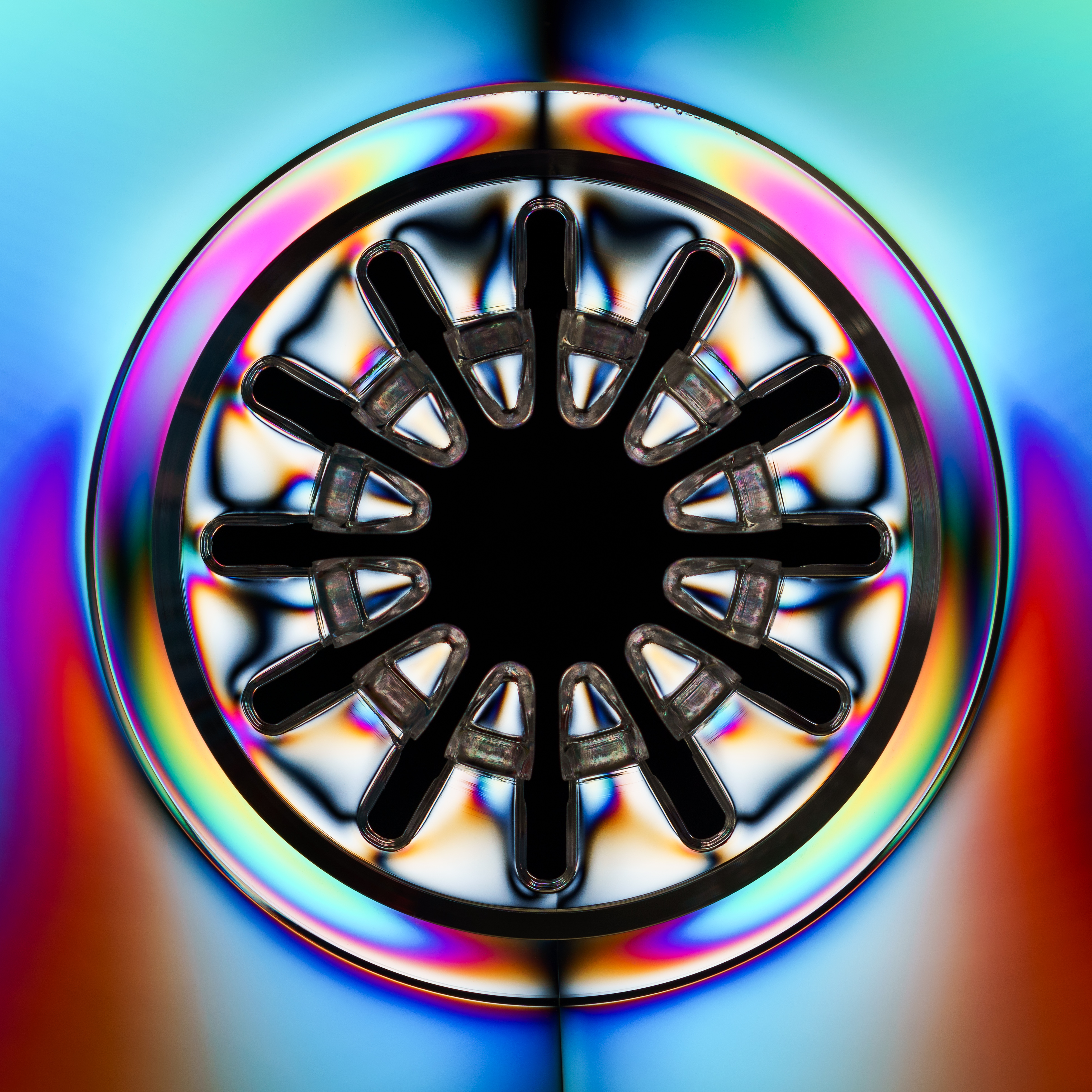
Le centre du boitier. Comme le plastique utilisé est biréfringent, une lumière polarisée montre les tensions internes de la matière.

Un boîtier de CD-rom jewel case est l'emballage historique du disque compact, employé depuis 1982. Il s'agit d'un emballage fait de trois pièces de plastique mesurant 142 mm × 125 mm × 10 mm, soit un volume de 177,5 cm3 qui contient généralement un disque compact avec un livret et une carte au dos. Les deux moitiés transparents opposées sont articulées entre elles pour former le boîtier à proprement parler ; la moitié arrière tenant un plateau média qui retient le disque par son trou central. Les trois pièces sont faites par injection en polystyrène dans un moule.
La face supérieure, servant de couvercle contient deux, quatre, ou six onglets pour  retenir le livret qui fait office de couverture. Le boitier est fait de façon à pouvoir recevoir un livret carré de 120 mm × 120 mm, ou une simple feuille de 242 mm × 120 mm pliée en deux. En outre, il existe généralement une carte de dos, de 150 mm × 118 mm, sous le support cd et visible à travers le dos du boitier. Il y est souvent repris le noms des pistes avec parfois leur durée, le studio, le copyright et d'autres informations. L'arrière de la carte est pliée en « U » aplati, de façon que les côtés soient visibles long des côtés du boitier. Comme seules ces extrémités seront visibles lorsque le boité sera rangé parmi d'autres, elles reprennent souvent le nom de l'artiste, celui de l'album, ainsi que souvent le label et des références de catalogues.
La partie centrale se coince dans la partie arrière, et est responsable de la sécurité du disque. Le centre est un moyeu circulaire de dents qui saisi le disque par son trou. Cette configuration a pour effet de suspendre le disque au milieu du contenant, prévenant la surface d'enregistrement d'être rayée par d'éventuelles poussières. Cette partie support était à l'origine construite en polystyrène flexible noir, mais beaucoup de nouveaux modèles utilisent du polystyrène transparent, plus fragile. Cela permet d'exposer l'arrière de la carte du fond, qui est généralement utilisée pour afficher des créations graphiques. Cet usage s'est développé au milieu des années 1990.
La jewel case est toujours l'emballage standard utilisé par la majorité des constructeurs et c'est le type le plus commun d'emballage pour la musique et les logiciels. Ces boîtiers sont parfois utilisés pour des DVDs et VCDs, mais généralement pas pour ceux qui contiennent un film majeur. Les Blu-ray vierges sont aussi couramment vendus dans ces jewel cases.

### Origine
Selon Philips, le nom de la « jewel case » traduit soit la généralement haute qualité de la conception de la boîte par rapport aux premières tentatives, ou son apparence. Selon une publication, les tentatives initiales pour l'emballage des CDs n'étaient pas satisfaisants. Lorsque le nouveau design de Peter Doodson a été présenté, il fut trouvé « presque parfait » et aurait été surnommé le « jewel case ». Une autre publication citant Doodson évoque sa conception « aux nervures polies qui captent et réfléchissent la lumière », et affirme que cela conduisit à le comparer à une pierre précieuse taillée, d'où ce nom.

### Points forts
Endurance : le boitier tient fermement le CD avec le plateau denté. Même s'il est tourné à l'envers,  vers le bas, la gauche ou la droite, le CD se maintient en place. Les pochettes glissantes peuvent laisser le disque s'échapper et tomber. Le fait que le boitier soit fait de plastique, fait que lorsqu'une pression y est appliquée, elle se brisera la première, avant le disque. Les emballages en carton, en mousse ou même en métal ne présentent pas cet avantage car ils peuvent plier.
Stockage : le matériau plastique permet aussi le stockage du CD pour des décennies sans s’abîmer, du fait de l'air, de l'humidité et d'autres facteurs. Son format standard et sa résistance font qu'elle peut toujours facilement être rangée et d'une épaisseur adéquate pour y indiquer le nom du disque ou de l'artiste sur la tranche. Depuis quatre décennies qu'elle existe, de nombreuses étagères, casiers et autres boites ont été spécifiquement conçues pour les boîtiers de CD.
Place pour un livret : conçu pour inclure un livret, maintenu par les encoches de la face du boîtier. Il permet aux artistes d'exprimer leur créativité sur la pochette de l'album, d'inclure les paroles, des photos, des remerciements, messages, biographie, etc.
Son format carré permet de satisfaire tout type d'utilisateurs et de traverser aisément les changements de mode et de styles au fil du temps.
Coût : parce que c'est la norme depuis le début et la plus couramment utilisée la jewel case est beaucoup moins chère que les emballages concurrents. Le prix unitaire varie habituellement entre 0,75  et   0,95 dollar. C'est quelques centimes de moins que les digipaks et pochettes CDs. Avec l'effet multiplicateur sur la quantité, cette différence devient vite colossale.

### Faiblesses
Il y a un certain nombre de défauts au boîtier. L'articulation du couvercle sur des fines lamelles de plastique est cassante, et se brise facilement en cas de choc direct sur ces angles. Les dents de la plaque tenant le disque sont aussi sujettes à la casse en cas de trop forte pression ou déformation. Les onglets (« demi-lunes ») qui retiennent le livret sont aussi cassantes, mais leur principal problème est que parfois, surtout avec les grands livrets, elles exercent une pression trop importante, conduisant à la déchirure. Lors du replacement du livret, il peut s'accrocher aux encoches. Certains boîtiers n'ont que deux onglets, ce qui permet de retirer et replacer le livret plus facilement (avec l'inconvénient qu'il est moins bien maintenu et donc plus susceptible de tomber). L’intérêt de la jewel case est que l'on peut facilement en racheter une vide et simplement la changer entièrement, où la démonter afin de pouvoir conserver les éléments encore intacts.

### Variations
Les double albums peuvent être emballés avec un boîtier d'épaisseur standard, en employant une charnière tiroirs (qui peut être soulevée pour révéler le deuxième disque accroché au dos du premier), sur un moyeu unique, où les CDs sont empilés (bien que cette configuration soit moins protectrice pour les CDs) ou dans un « double boîtier », parfois appelé multi-CD jewel case ou « fatbox », qui est légèrement plus large que deux boîtiers ordinaires superposés, et peut contenir 4 ou même 6 CDs. Ces boîtiers ne rentrent donc pas dans les présentoirs individuels du fait de leur largeur.
La successeur prévu de la jewel box originale est la super jewel box, une conception plus avancée qui propose (entre autres améliorations) le renforcement de la zone charnière en en faisant une large pièce arrondie, beaucoup moins vulnérable. Malheureusement, la super jewel box ne peut pas être utilisée comme un remplacement direct des pochettes plus anciennes, car le format du papier (en particulier les onglets latéraux du fond et les nouveaux ongles hauts et bas) ne correspondent plus aux feuilles carrées précédemment employées. À de nombreux autres égards, il est un concept attrayant et certains fabricants de CD (par exemple, l'entreprise haut de gamme Linn) les produisent. La profondeur du tiroir de chargement est également plus grande, permettant ainsi à deux disques d'être placés l'un sur l'autre. La super jewel box a été développée par Philips et déclinée en d'autres formats, notamment pour les DVDs.
De nombreuses alternatives au boîtier normal existent, notamment ceux de type DVD, reprenant plus une forme de livre.
Il existe aussi des petits boîtiers pour les CD et DVD de 8 cm, ainsi que pour les MiniDisc et disque Zip.

### Slim jewel case

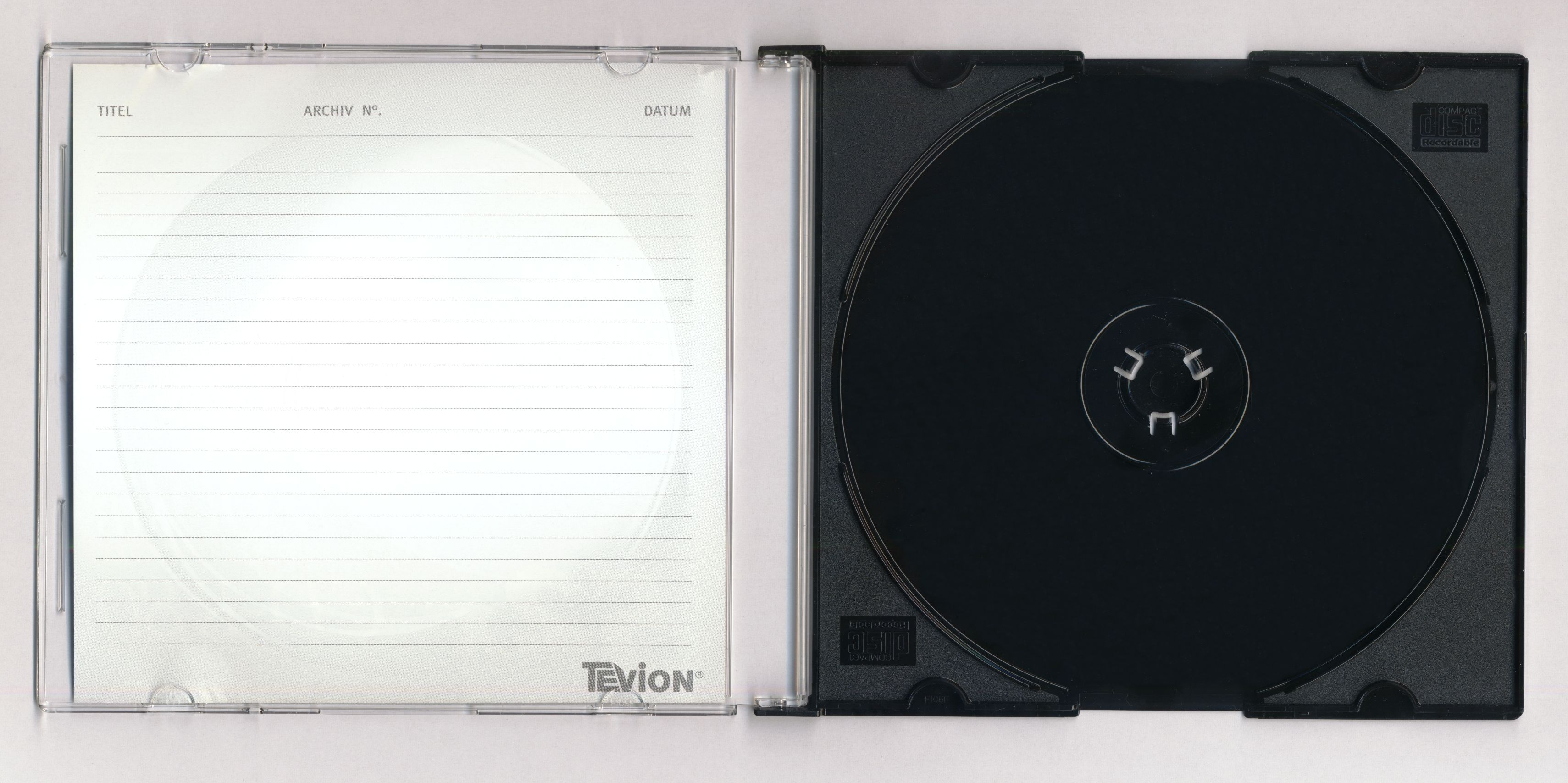
Une Slim Case « côté noir »

Les slimline jewel cases ont d'abord gagné en popularité en tant qu'emballage pour les singles vendus au Japon et en Europe, puis sont devenus un format standard pour les CDs gravés du fait le leur faible place de rangement : ils ne font que 7 mm d'épaisseur.
La plupart des slim jewel cases sont vendus avec des CDs vierges et mesurent 142 mm × 125 mm × 5 mm, ce qui est environ la moitié de l'épaisseur d'un  boîtier standard, permettant ainsi de stocker deux fois plus de CDs dans le même espace, et généralement de rentrer par deux dans les espaces pour un CD standard. Ils n'ont pas l'épaisseur suffisante pour insérer le livret, mais permettent d'insérer une feuille de papier pour une liste de pistes ou une couverture. Ces boîtiers n'étant constitués que de deux pièces, il n'est pas possible d'insérer une couverture au verso. Du fait de la faible épaisseur et de l’impossibilité de glisser une feuille sur la tranche, ils sont plus difficiles à identifier lorsqu'ils sont stockés sur le bord d'une étagère.

## Emballage marketing externe
Vers 1994, le film plastique avec étiquette autocollante commença à apparaitre sur la plupart des CDs, pour les rendre plus facile à identifier sans avoir à les prendre un à un en magasin. Ces autocollants ne sont généralement qu'informatifs et ont rarement de valeur réelle. Les revendeurs apposent aussi leurs prix et éventuelles promotions, ainsi que l'antivol. 

## Pochette en papier

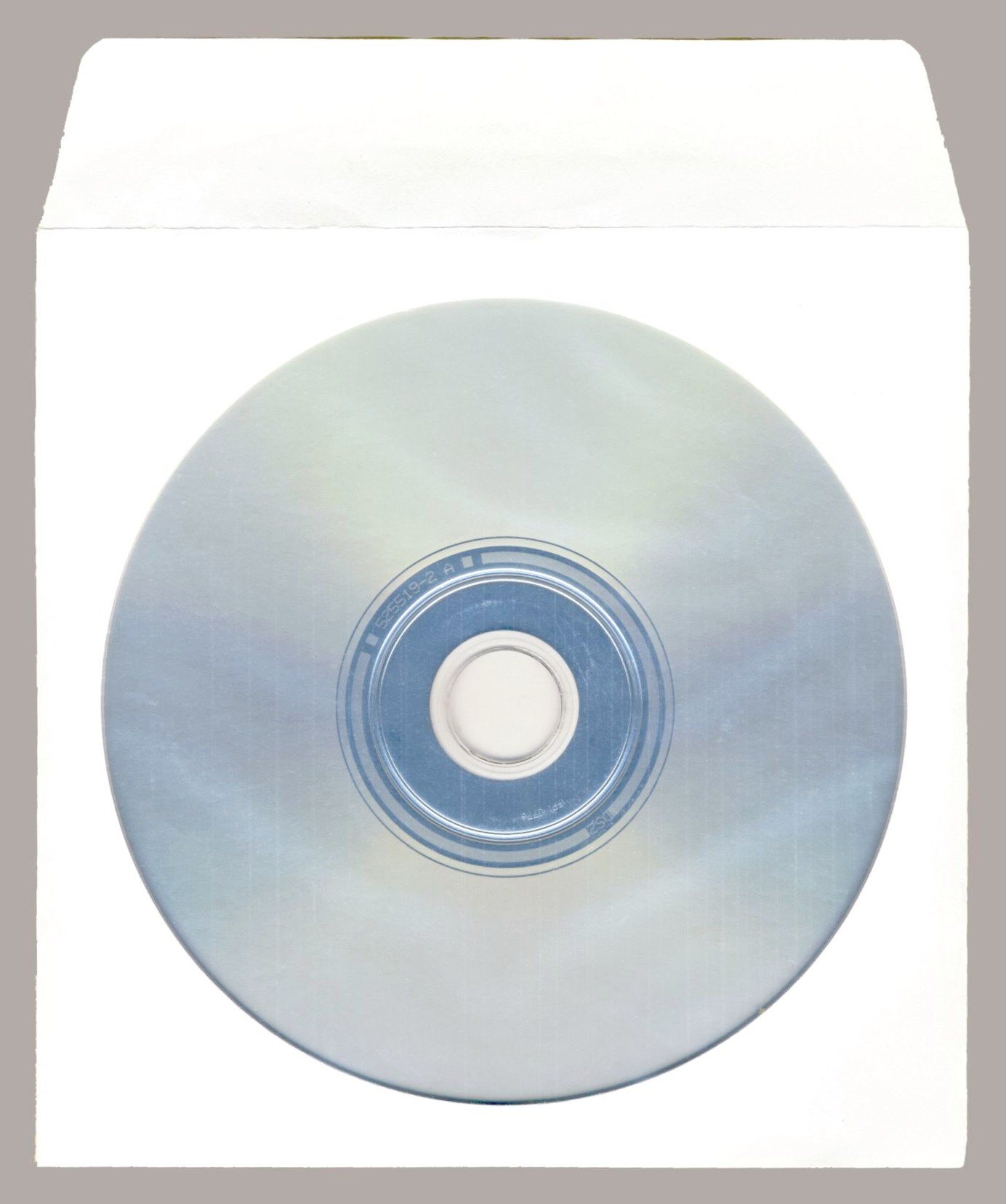
Pochette en papier pour CD.

L'emballage le plus simple et le moins cher est une enveloppe en papier, souvent munie d'une fenêtre transparente de l'enveloppe permettant de voir l'étiquette du disque. Ce type d'emballage est rare dans le commerce du fait de son relatif manque de protection par rapport à d'autres emballages. Il est principalement limité à la promotion et aux démos.

## Digipack

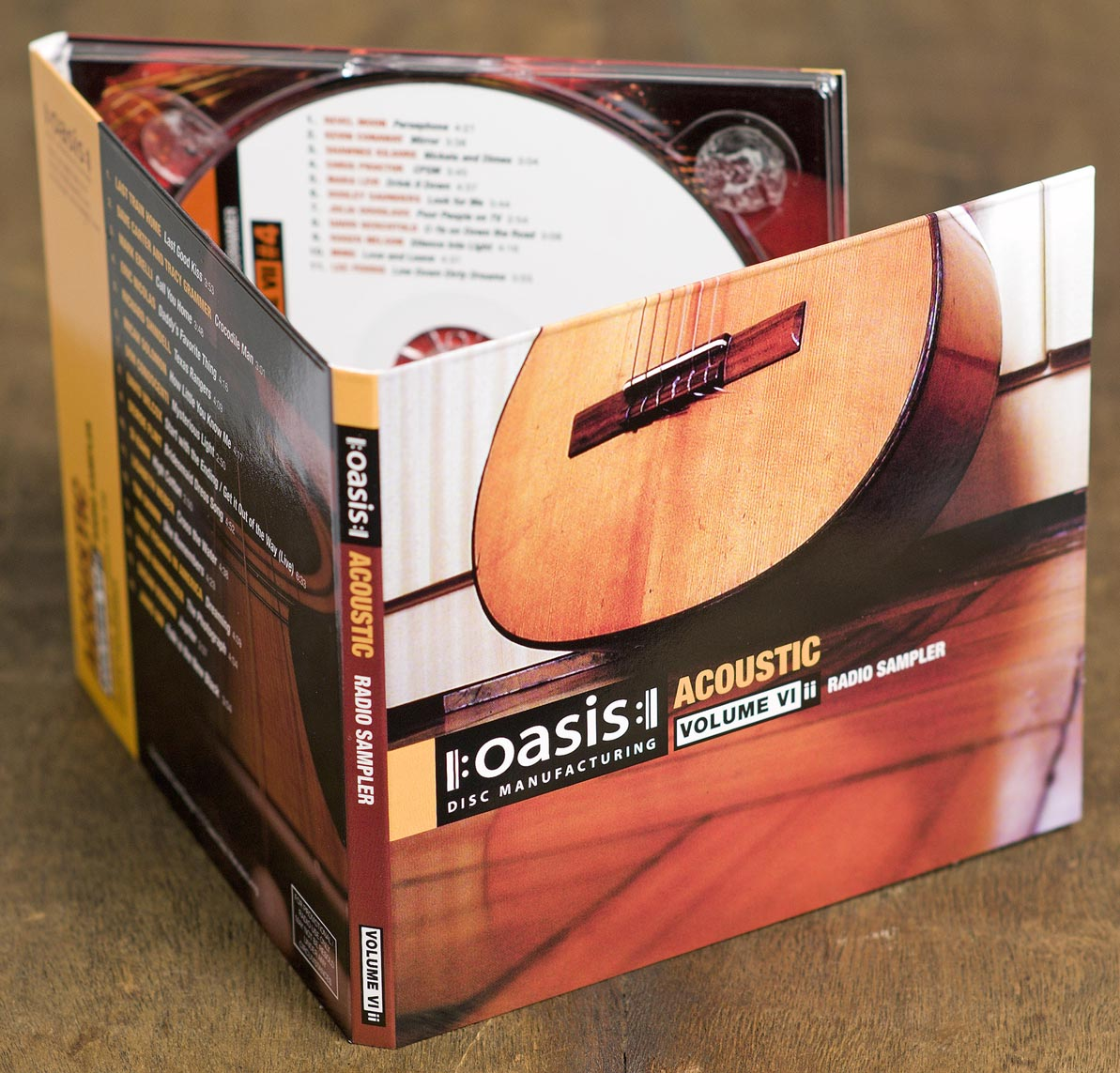
Digipak 6 volets avec finition brillante UV, plateau à droite, impression 4/0 - Compilation pour diffusion radio - Oasis.

Le terme digipack se réfère à un type particulier de boîtier de CD, qui se compose essentiellement d'un plateau en plastique, de conception similaire à celui de la jewel box pour accueillir le CD, collé à l'intérieur d'une feuille de carton repliée sur elle-même. S'il a fait référence à l'origine à la technologie brevetée digipack, ce nom est devenu depuis une marque lexicalisée généralement utilisé en référence à tout emballage CD à base de carton. En dépit d'être fait de papier, ils ont été considérés comme plus respectueux de l'environnement en alternative aux jewel cases. Cependant, ils restent moins fréquents que les boîtiers en raison des coûts de fabrication et de leur faible résistance à l'usure.

## Digisleeve
Un digisleeve se compose d'un emballage en carton rectangulaire qui diffère d'un digipack en ce qu'il n'a pas de plateau, de broche ou de moyeu, et le disque ou les disques glissent dans une poche extérieure de l'emballage. Comme les digipacks et les digibooks/mediabooks, ils peuvent également avoir la taille d'un boîtier DVD.

## Keep case

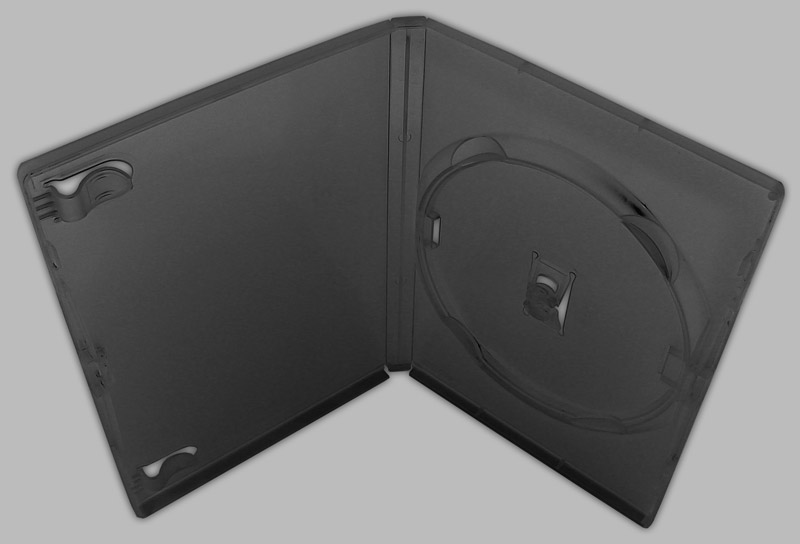
Un Keep case.

Un keep case est le type le plus commun d'emballage de DVD, il a été créé par Amaray. Il est plus grand et plus épais qu'un jewel case, et il est fait d'un plastique beaucoup plus doux et moins rigide (polypropylène au lieu du polystyrène), de sorte qu'il ne casse pas aussi facilement. Ils contiennent habituellement un ou deux disques, mais sont capables d'accueillir jusqu'à six disques. Il existe aussi des modèles minces dits « Slim-paks » ou « Thinpaks ».
Un boîtier DVD standard est fait d'une seule pièce en plastique avec deux plis, le bords se clipsent entre eux pour la fermeture. Il mesure 135 mm × 190 mm × 14 mm et est couvert sur l'extérieur par un mince morceau de plastique transparent qui peut contenir une étiquette en papier. L'étiquette mesure 284 mm × 184 mm.
Au début de 2007, les Blu-ray et HD DVD commencèrent à être vendus dans des emballages similaires, mais légèrement plus petits (18,5 mm moins haut et 1 mm plus mince, soit 135 mm × 171.5 mm × 13 mm) qu'un keep case DVD standard. Ces emballages se différencient avec le format affiché sur une large bande horizontale dans la partie supérieure du boîtier (rouge pour le HD DVD et les grands titres de PlayStation 3, bleu pour les Blu-ray, et simple pour les jeux de PlayStation 3 ordinaires). Une bande verte est aussi utilisée sur ce type de boîtier pour les jeux Xbox One.

## Broches et autres emballages en vrac

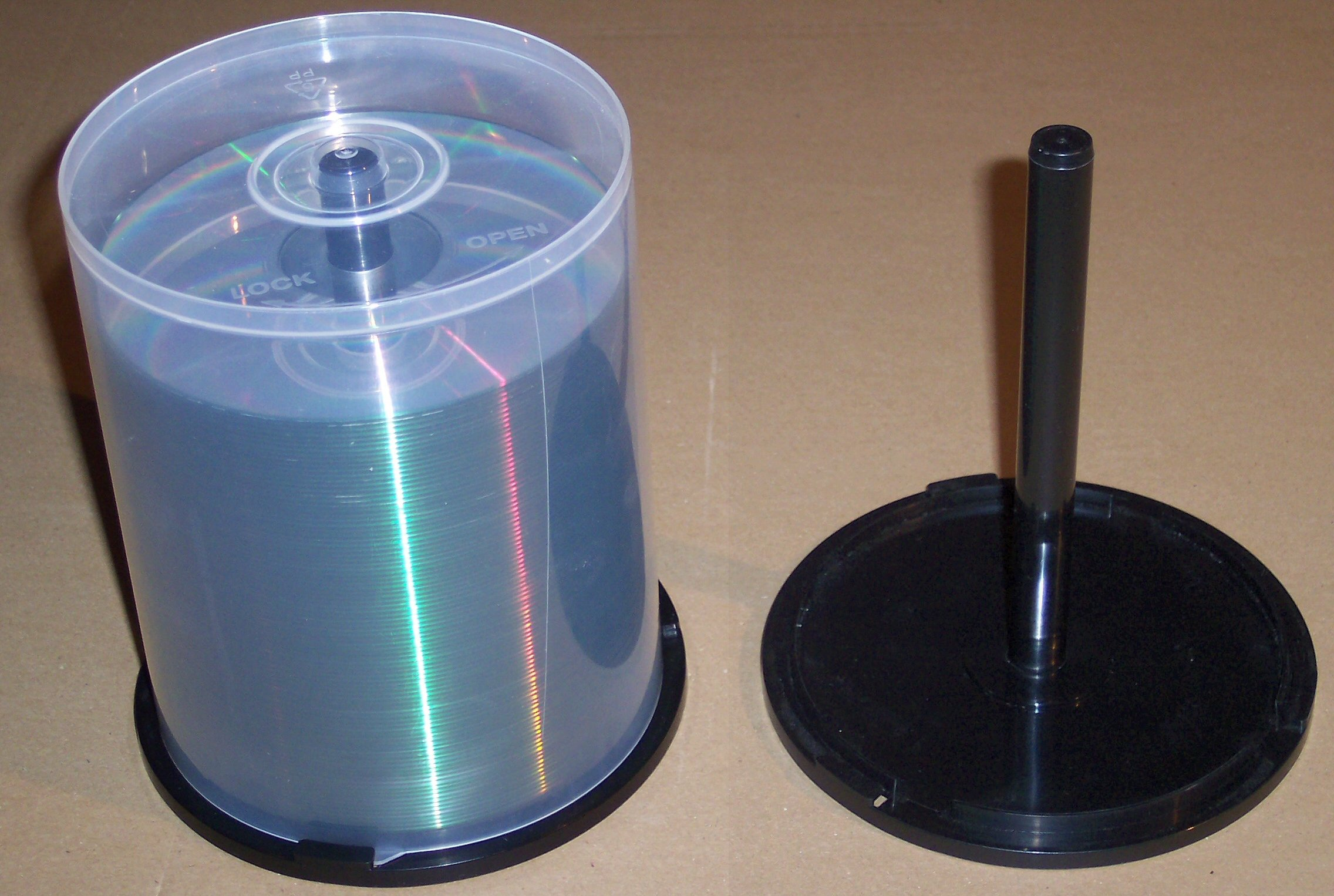
Cake box de 100 disques et broche vide.

Les CD et DVD vierges sont souvent vendus dans des emballages en vrac appelé axes, cloches ou, de façon moins formelle, cake box. Ce type d'emballage est constitué d'un cylindre de plastique transparent, et d'un socle fixé en baïonnette avec un poteau central qui permet de maintenir une pile de disques. Ces emballages sont conçus pour tenir de dix à 100 disques, et c'est à l'utilisateur de décider ensuite quel emballage il souhaite utiliser pour le disque finalisé.